# Krásná Lípa (Cheb)
Krásná Lípa (deutsch Schönlind) ist eine Wüstung in Tschechien. Sie liegt sechs Kilometer südlich des Stadtzentrums von Cheb auf dem Kataster von Háje u Chebu im Okres Cheb.

## Geographie

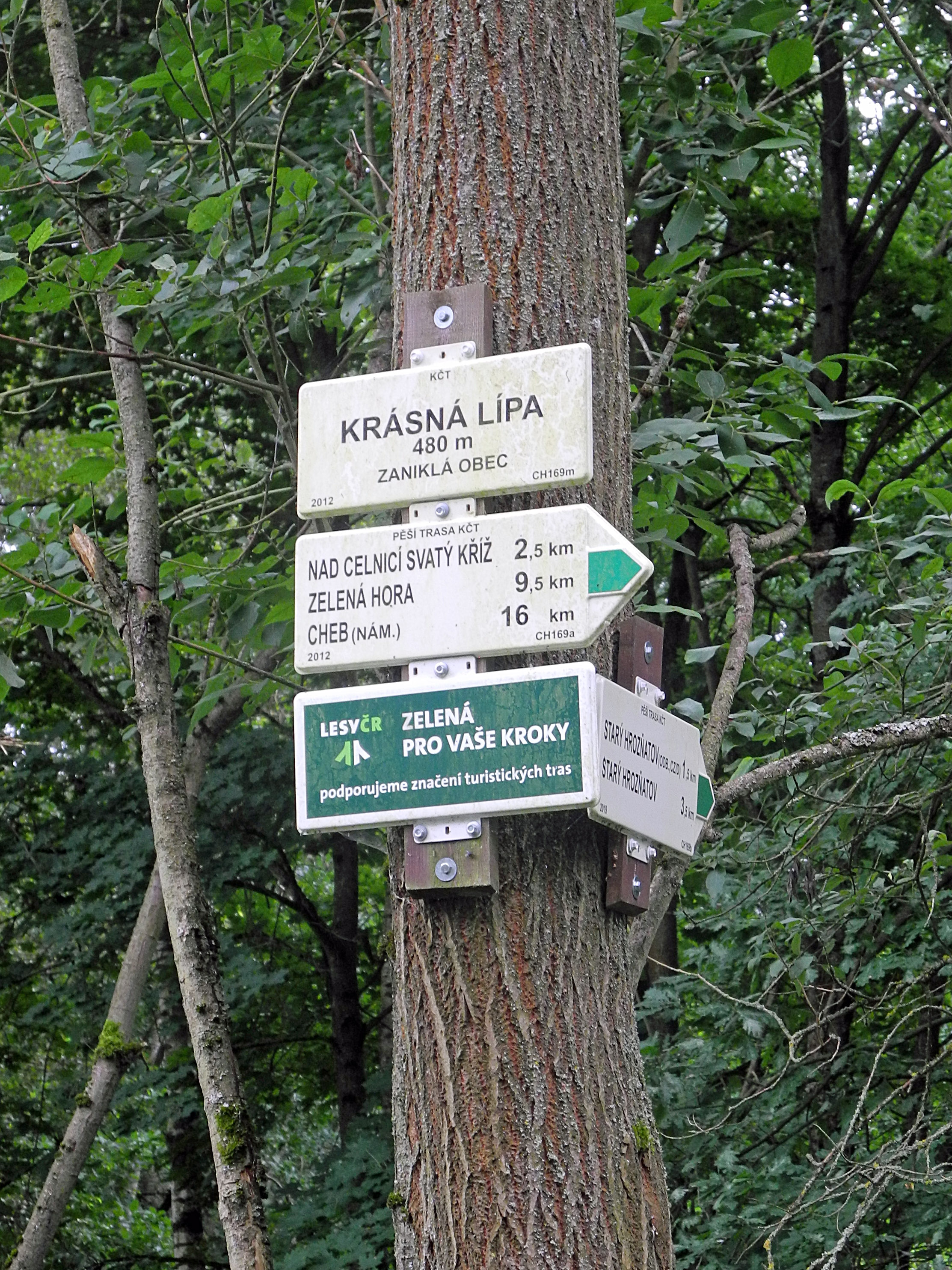
Orientierungstafel zur Erinnerung an den Ort Schönlind

Krásná Lípa befand sich unmittelbar an der deutsch-tschechischen Grenze im Fichtelgebirge. Das Dorf lag linksseitig der Einmündung des Grenzbaches Tříselný potok (Lohbach)  in die Wondreb (Odrava). Nördlich erhebt sich der U Lomu (515 m), im Osten der St. Loretto (516 m) mit der Wallfahrtskirche Maria Loretto, südöstlich der Kostelní vrch (Kirchberg, 544 m), im Süden der Hraniční vrch (507 m) und der Gründelhüll (584 m), südwestlich der Mühlbühl (550 m), im Westen der Nachtbühl (515 m) sowie nordwestlich die Pískoviště (516 m) und der Šlingova Mýť (Schlindelhau, 549 m). Durch Krásná Lípa führen die Gleise der stillgelegten Bahnstrecke Wiesau–Eger.
Nachbarorte waren Grégrův Dvůr (Gregerhof), Svatý Křiž (Heiligenkreuz), Unter Wildenhof, Hechtova Mýť (Hechthau) und Háje (Gehaag) im Norden, Podhrad (Pograth), Velká Všeboř (Groß Schöba) und Malá Všeboř (Klein Schöba) im Nordosten, Nový Hrozňatov (Neukinsberg), Slapany (Schloppenhof) und Starý Hrozňatov (Altkinsberg) im Osten, Kozly (Gosel), Mýtina (Altalbenreuth) und Querenbach im Südosten, Hatzenreuth und Mammersreuth im Süden, Waldsassen und Mitterhof im Südwesten, Schloppach, Hundsbach und Egerteich im Westen sowie Pechtnersreuth, Šlingova Mýť (Schlindelhau) und Stráž u Chebu (Wies) im Nordwesten.

## Geschichte
Die erste urkundliche Erwähnung von „Schönlinten“ in der Frais erfolgte 1312. Im Jahre 1395 bestand das Dorf aus 16 Bauernwirtschaften. Schönlind bestand im Jahre 1424 aus neun Großbauerngütern, fünf Kleinbauernhöfen und einer Mühle. In dem langandauernden Streit zwischen der Stadt Eger und dem Stift Waldsassen über die Besitz- und Rechtsverhältnisse in der Frais wurde im Interimsrezess von 1591 ein Kondominium mit jährlichem Wechsel der Gerichtsbarkeit zwischen der Stadt und dem Kloster vereinbart. Im Münchner Vertrag vom 20. Juli 1846 wurde Schönlind der Stadt Eger und damit dem Königreich Böhmen zugeordnet.
Nach der Aufhebung der Patrimonialherrschaften bildete Schönlind ab 1850 einen Ortsteil der Gemeinde Gehaag im Bezirk und Gerichtsbezirk Eger. Zu dieser Zeit bestand das Dorf aus 14 Anwesen und hatte 62 Einwohner. Am U Lomu betrieb die Stadt Eger einen Basaltsteinbruch. Pfarrort war Wies. Im Jahre 1863 begann die AG der Bayerischen Ostbahnen mit dem Bau der Bahnstrecke Waldsassen–Eger, die nördlich des Dorfes über die Felder führte. Einen Vorteil brachte der 1865 aufgenommene Bahnverkehr den Bauern von Schönlind nicht, die Züge verkehrten ohne Zwischenhalt zwischen den beiden Städten. Erst 1893 wurde östlich von Schönlind der Bahnhof Schloppenhof eingerichtet. Zu Beginn des 20. Jahrhunderts wurde die Mühle an der Wondreb um ein Sägewerk und ein Wasserkraftwerk mit zwei Turbinen erweitert, das 1907 den Betrieb aufnahm und  fünf Dörfer in Böhmen und vier in Bayern mit Elektroenergie versorgte. 1902 wurde ein Friedhof für die Einwohner von Schönlind, Wies und Schloppenhof angelegt. Der tschechische Ortsname Krásná Lípa wurde 1920 eingeführt. Im Jahre 1930 bestand Schönlind/Krásná Lípa aus 22 Häusern, darunter 15 Vierseithöfen, und hatte 148 Einwohner. Nach dem Münchner Abkommen wurde das Dorf 1938 dem Deutschen Reich zugeschlagen und gehörte bis 1945 zum Landkreis Eger. Nach dem Ende des Zweiten Weltkriegs kam Krásná Lípa zur Tschechoslowakei zurück und die 127 deutschsprachigen Einwohner wurden vertrieben. Der Bahnverkehr zwischen Slapany und Waldsassen wurde im Mai 1945 eingestellt. Im Jahre 1946 war das Dorf mit Tschechen, darunter eine Re-Immigrantenfamilie aus Paraguay wiederbesiedelt. Nach der Machtübernahme durch die Kommunisten flohen im Jahre 1948 18 der Neusiedler über die Grenze nach Bayern. Die verbliebenen 42 Einwohner wurden ab 1949 umgesiedelt. Anschließend wurde die Straßenverbindung nach Mammersreuth und Egerteich durch Abriss der Brücke über die Wondreb beseitigt und es wurden Grenzbefestigungsanlagen errichtet. 1951 wurde in Slapany eine Rotte der Grenzwache stationiert. Das Dorf Krásná Lípa wurde bis 1957 devastiert. An seiner Stelle entstanden ein Grenzzaun und Signalanlagen. Nach den Anpassungen des Grenzgebietes erinnert nur noch Weniges an das Dorf. 
Erhalten blieb lediglich der Friedhof, der dem Verfall überlassen wurde. Nach dem Fall des Eisernen Vorhangs wurde er wieder in einen gepflegten Zustand versetzt. Am ehemaligen Bahnhof Slapany entstand eine Wohnsiedlung, die den Namen Krásná Lípa erhielt. Auf der Bahntrasse führt heute ein Radwanderweg nach Hundsbach.